# Nitro Circus
Nitro Circus är en amerikansk realityserie, där kan man se bland annat Travis Pastrana och Johnny Knoxville åka runt världen och göra farliga stunts.
Det började som en miniserie i Fuel TV 2006, men 2009 fick de en egen serie på MTV.
Den 3 mars 2010 postade Jim DeChamp på sin personliga Facebooksida att MTV hade lagt ner showen.
Från och med maj 2010 har Nitro Circus tagits bort från MTV:s Aktuella shower.
Den 2 juni 2010, när han turnerade med Nitro Circus i Australien, fick Travis Pastrana frågan om han ville fortsätta med showen. Han svarade "Vi får se vad som händer när vi kommer tillbaka till Amerika". 
Förutom "the Nitro Crew", medverkade ett antal andra idrottare samt medlemmar från produktionsteamet, så som "executive producers" och skaparna av showen Jeremy Rawle, Gregg Godfrey, Jeff Tremaine och Johnny Knoxville, mekanikern Hubert Rowland, före detta motocross-åkaren Ronnie Renner, pro wakeboardern Parks Bonifay, och pro fallskärmshopparen Scott Palmer.

## Avsnitt

### Säsong 1
| - Avsnitt 1: "Welcome to Pastranaland" - Avsnitt 2: "Lake Medina" - Avsnitt 3: "Las Vegas" - Avsnitt 4: "Hell Compound" - Avsnitt 5: "Home Sweet Home" - Avsnitt 6: "The Circus Heads West" | - Avsnitt 7: "Guiness Book" - Avsnitt 8: "Hollywood Nitro" - Avsnitt 9: "Panamania" - Avsnitt 10: "Puerto Rico" - Avsnitt 11: "Nitro Winter Wonderland" - Avsnitt: "Jamaican Me Crazy" |

### Säsong 2
| - Avsnitt 1: "Nitro City" - Avsnitt 2: "Hydro Circus" - Avsnitt 3: "Go Big or Go Foam" - Avsnitt 4: "Southern Discomfort" - Avsnitt 5: "No Right Churn" | - Avsnitt 6: "Mud and Guts" - Avsnitt 7: "Nitro Circus Circus" - Avsnitt 8: "Nitro Ut-Opia" - Avsnitt 9: "Epic Pass/Epic Fall" |

## 3D-film 2012
Den 13 maj 2010 berättade Andy Bell på Facebook att det fanns planer på att börja spela in en film under hösten, som ska bli en biofilm i 3D.  Den 31 december 2011 släpptes en officiell trailer för filmen, vilken hade premiär sommaren 2012. 